# ブチサンショウウオ
ブチサンショウウオは有尾目サンショウウオ科に属するサンショウウオの一種である。日本の九州北西部の固有種。西日本産流水性サンショウウオの代表種である。
本州での以前の記録は、他の種のものだった。
チクシブチサンショウウオやコガタブチサンショウウオと非常に良く似ている。

## 分布
北部九州(福岡、佐賀、熊本)

## 生体
標高300mから1000mの丘陵地や常緑広葉樹林または混合林に棲息する。
上流の清流域に生息しており、ダンゴムシや、陸生のヨコエビなどといった昆虫を捕食して生きている。
繁殖期は、2月下旬から5月頃で、日光が差し込まない薄暗い渓流の細い流れや伏流水中に産卵し幼生もそこで育つ。